# اقتصاد ليخشتنشتاين
يعتمد اقتصاد ليخشتنشتاين بصورة رئيسية على الخدمات (خاصة الخدمات المالية) والصناعة، بالإضافة إلى الاعتماد بعض الشيء على الزراعة. الدولة مشتركة في اتحاد جمركي مع سويسرا، وكذلك تستعمل الفرنك السويسري كعملة رسمية لها. تستورد ليخشتنشتاين أكثر من 85% من احتياجاتها في مجال الطاقة. ليخشتنشتاين هي عضو في رابطة التجارة الحرة الأوروبية منذ 1991. هي أيضا عضو في المنطقة الاقتصادية الأوروبية منذ مايو 1995، ومشاركة في اتفاقية شينجن التي تسمح بالسفر بين الدول الأوروبية دون جواز سفر.

## نبذة تاريخية

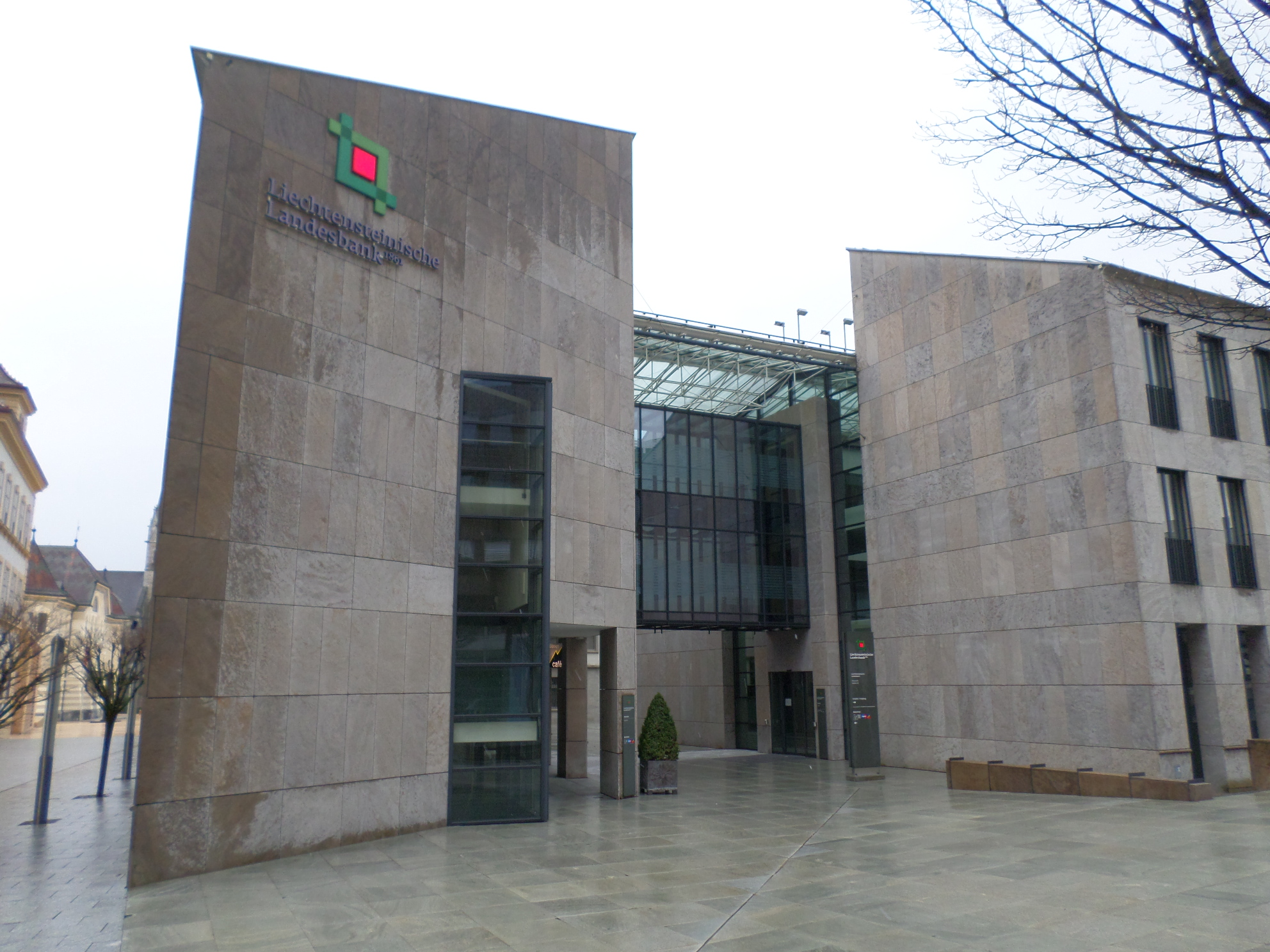
بنك ليخشتنشتاين الوطني

انحل الاتحاد الجمركي التاريخي لليخشتنشتاين مع النمسا في عام 1919. وُقّعت في عام 1923 اتفاقية جمركية ومنذ دخولها حيّز التنفيذ في عام 1924، كانت ليخشتنشتاين وسويسرا في اتحاد جمركي مع بعضهما، لذا فُتحت الحدود بين البلدين. تشكّل أيضًا قرية بوزنغن أم هوخراين الألمانية وقرية كامبيوني ديتاليا الإيطالية جزءًا من هذا الاتحاد الجمركي (وإن كانت الأخيرة بحكم الأمر الواقع)، التي يُشار إليها عادةً باسم منطقة الجمارك السويسرية.
تستخدم ليخشتنشتاين الفرنك السويسري عملةً وطنية. تؤمّن شرطة الحدود السويسرية وضباط الجمارك حدودها مع النمسا. يتمركز حاليًا 21 من حرس الحدود السويسري و20 من حرس الحدود النمساوي في ليخشتنشتاين بغرض تأمين حدودها (وذلك اعتبارًا من عام 2011).
تُعد ليخشتنشتاين عضوًا في رابطة التجارة الحرة الأوروبية (إي إف تي إيه)، وانضمت في عام 1995 إلى المنطقة الاقتصادية الأوروبية (إي إي إيه)، للاستفادة من السوق الداخلية للاتحاد الأوروبي. يجعل الاقتصاد الرأسمالي ونظام الضرائب من ليخشتنشتاين مكانًا آمنًا وجديرًا بالثقة وناجح التوجه للأهداف التجارية والخاصة، لا سيما بتميزها ببنية تحتية متطورة للغاية منسّقة دوليًا بالترابط الوثيق بسويسرا.
شهدت إمارة ليخشتنشتاين خلال الخمسين عامًا الماضية تطورًا اقتصاديًا وثقافيًا لا مثيل له في أي دولة غربية أخرى. في نصف القرن الماضي، تطورت ليخشتنشتاين من دولة زراعية بشكل رئيس إلى واحدة من أكثر البلدان الصناعية تقدمًا في العالم.

## التجارة الخارجية

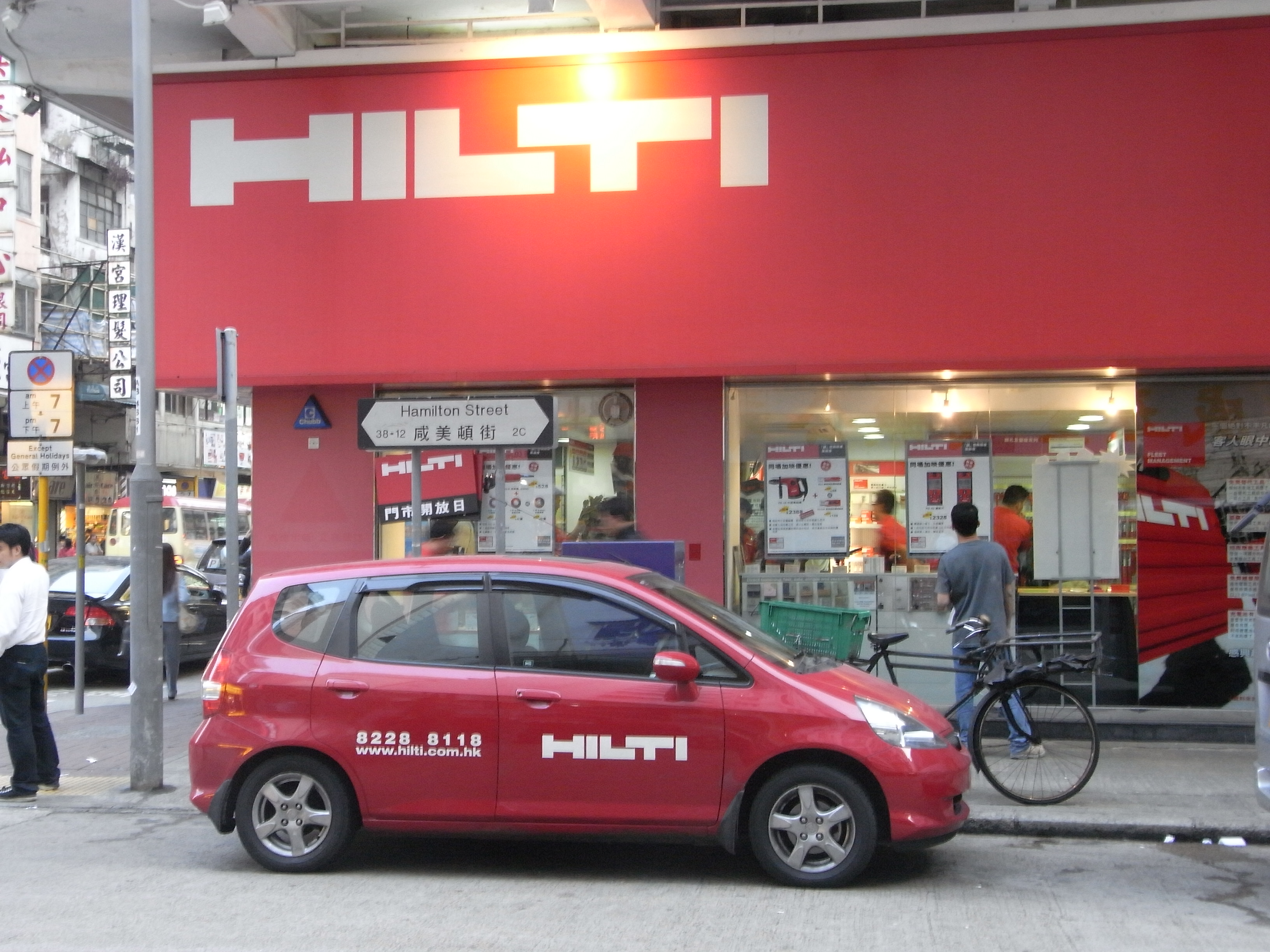
مكتب شركة هيلتي في هونغ كونغ في الصورة في مارس 2010، وهو مثال على اقتصاد التصدير في ليختنشتاين.

إلى جانب القطاع الصناعي الفعال، هناك أيضًا قطاع خدمات قوي. يعمل في ليخشتنشتاين أربعة من كل عشرة موظفين في قطاع الخدمات، جزء كبير نسبيًا منهم من الأجانب، بمن فيهم أولئك الذين يتنقلون عبر الحدود من جاراتها سويسرا، والنمسا وألمانيا. ازدادت الصادرات الصناعية أكثر من الضعف خلال 20 عامًا من 1.21 مليار دولار أمريكي (2.2 مليار فرنك سويسري) في عام 1988 إلى 2.9 مليار دولار أمريكي (4.6 مليار فرنك سويسري) في عام 2008. تُصدّر نحو 15.7% من بضائع ليخشتنشتاين إلى سويسرا، و62.6% إلى دول الاتحاد الأوروبي و21.1% إلى باقي أنحاء العالم.
شكّلت الولايات المتحدة الأمريكية في الآونة الأخيرة أهم سوق تصدير للخشتنشتاين، بإجمالي 561 مليون دولار أمريكي (876 مليون فرنك سويسري)؛ لتأتي ألمانيا في المرتبة الثانية، بواردات بلغت قيمتها 479 مليون دولار أمريكي (748 مليون فرنك سويسري)، وسويسرا في المرتبة الثالثة، بنحو 375 مليون دولار أمريكي (587 مليون فرنك سويسري).
تُستثمر نحو 32% من عائدات البلاد في مجال البحث والتطوير، ويندرج هذا الاستثمار ضمن قائمة مسببات النجاح لاقتصاد ليخشتنشتاين. في عام 2000، ارتفع إجمالي الإنفاق على البحث والتطوير بنسبة 20.7% فوصل تقريبًا إلى 140 مليون دولار أمريكي (213 مليون فرنك).

## المصرفية والمالية

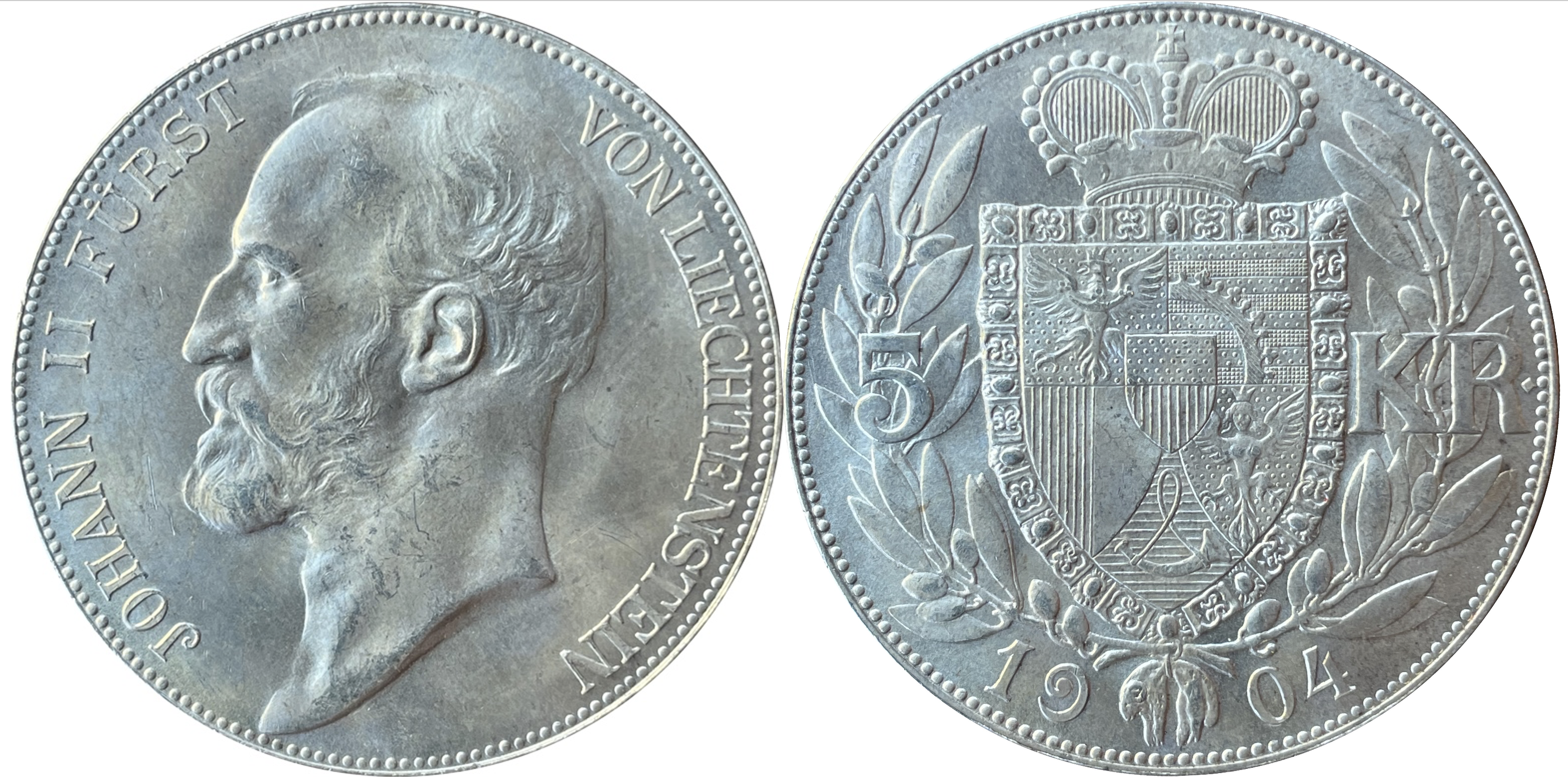
Silver coin: 5 kronen of ليختنشتاين, 1904, the front of the coin is a portrait of Johann II

تُعرف إمارة ليخشتنشتاين أيضًا بأنها مركز مالي مهم، يرجع ذلك في المقام الأول لتخصصها في الخدمات المالية للكيانات الأجنبية. ساهم كل من معدل الضريبة المنخفض في البلاد، والاندماج الواسع ومبادئ حوكمة الشركات، وتقاليد السرية المصرفية الشديدة بشكل كبير في قدرة الوسطاء الماليين في ليخشتنشتاين في جذب الأموال من خارج حدود البلاد. العوامل ذاتها جعلت من ليخشتنشتاين بلادًا جذابة وعُرضة لغسيل الأموال، على الرغم من أن قوانين أواخر عام 2009 قد عززت الرقابة التنظيمية على تحويلات الأموال غير المشروعة.

## الموازنة العامة للدولة
الإيرادات: 420.8 مليون دولار أمريكي.
النفقات: 420.1 مليون دولار أمريكي، بما في ذلك النفقات الرأسمالية غير المحددة بالدولار الأمريكي (تقديرات عام 2000).

## الصناعات
الصناعات الرئيسة في ليخشتنشتاين هي الإلكترونيات، وتصنيع المعادن، والنسيج، والسيراميك، والأدوية، والمنتجات الغذائية، والأجهزة الدقيقة، والسياحة.